# Federico Dimarco
Federico Dimarco (sinh ngày 10 tháng 11 năm 1997) là một cầu thủ bóng đá chuyên nghiệp người Ý hiện đang thi đấu ở vị trí hậu vệ trái cho câu lạc bộ Serie A Inter Milan và đội tuyển bóng đá quốc gia Ý. Được đánh giá là một trong những hậu vệ xuất sắc nhất thế giới trong thế hệ của mình, anh nổi tiếng nhờ lối chơi giàu kỹ thuật, tốc độ, khả năng chuyền bóng siêu hạng và khả năng sút xa ngoài vòng cấm.

## Sự nghiệp câu lạc bộ
Là một sản phẩm của Học viện bóng đá của Internazionale, Dimarco đã ra mắt vào câu lạc bộ vào ngày 11 tháng 12 năm 2014, tuổi 17, khi anh vào thay thế cho Danilo D'Ambrosio sau 84 phút trong một trận hòa không bàn thắng trước Qarabağ ở UEFA Europa League. Anh đã thi đấu trận đấu Serie A lần đầu tiên vào ngày 1 tháng 2 năm 2015, trong trận thua Sassuolo 1-3. Dimarco đã có trận ra mắt ở Serie A vào ngày 31 tháng 5 năm 2015, trong trận đấu cuối cùng của mùa giải với chiến thắng 4-3 trước Empoli, anh vào sân thay Rodrigo Palacio.
Trong mùa giải 2015-16, anh được lên đội 1. Vào tháng 1 năm 2016, anh được cho mượn tại câu lạc bộ Ascoli ở Serie B và có được 15 lần ra sân.
Anh đã được cho mượn tại câu lạc bộ Serie A Empoli mùa giải 2016-17.

## Sự nghiệp quốc tế
Anh đã cùng đội U17 Italia tham dự giải vô địch U17 châu Âu năm 2013 và tại U17 World Cup 2013.
Với đội U19 Italy, anh đã tham dự giải vô địch châu Âu lứa tuổi dưới 19 và ghi 4 bàn trong giải đấu. Với U20 Italia, anh đã tham gia U20 World Cup 2017 tại Hàn Quốc.

## Phong cách chơi bóng
Dimarco là một hậu vệ trái, thường chơi bên cánh trái, mặc dù anh cũng có thể chơi ở bên phải. Anh nổi tiếng vì tốc độ không biết mệt mỏi và cú sút mạnh mẽ và chính xác, cũng như khả năng đọc tình huống trong các trận đấu, cho phép anh có thể giúp đội bóng kiểm soát cả phòng thủ và tấn công. Mặc dù có vóc dáng nhỏ bé nhưng anh có sức mạnh và kỹ năng kỹ thuật tốt.

## Thống kê
| CLB            | Mùa       | VĐQG | VĐQG | Coppa | Coppa | Châu Âu | Châu Âu | Khác | Khác | Tổng cộng | Tổng cộng |
| CLB            | Mùa       | Trận | Bàn  | Trận  | Bàn   | Trận    | Bàn     | Trận | Bàn  | Trận      | Bàn       |
| -------------- | --------- | ---- | ---- | ----- | ----- | ------- | ------- | ---- | ---- | --------- | --------- |
| Internazionale |           |      |      |       |       |         |         |      |      |           |           |
| 2014–15        | 1         | 0    | 0    | 0     | 1     | 0       | –       | –    | 2    | 0         |           |
| Tổng cộng      | 1         | 0    | 0    | 0     | 1     | 0       | –       | –    | 2    | 0         |           |
| Tổng cộng      | Tổng cộng | 1    | 0    | 0     | 0     | 1       | 0       | –    | –    | 2         | 0         |

1. ↑  All appearance(s) in Europa League

### Quốc tế
Tính đến ngày 24 tháng 3 năm 2024
| Đội tuyển quốc gia | Năm       | Trận | Bàn |
| ------------------ | --------- | ---- | --- |
| Ý                  | 2022      | 8    | 1   |
| Ý                  | 2023      | 8    | 1   |
| Ý                  | 2024      | 1    | 0   |
| Tổng cộng          | Tổng cộng | 17   | 2   |

Bàn thắng và kết quả của Ý được để trước.
| # | Ngày                | Địa điểm                           | Số trận | Đối thủ | Bàn thắng | Kết quả | Giải đấu                    |
| - | ------------------- | ---------------------------------- | ------- | ------- | --------- | ------- | --------------------------- |
| 1 | 26 tháng 9 năm 2022 | Puskás Aréna, Budapest, Hungary    | 6       | Hungary | 2–0       | 2–0     | UEFA Nations League 2022–23 |
| 2 | 18 tháng 6 năm 2023 | De Grolsch Veste, Enschede, Hà Lan | 10      | Ý       | 1–0       | 2–3     | UEFA Nations League 2022–23 |

## Danh hiệu
Inter Milan
- Serie A: 2023–24[3]
- Coppa Italia: 2021–22, 2022–23
- Supercoppa Italiana: 2021, 2022, 2023

Đội tuyển quốc gia Ý
- UEFA Nations League: Hạng ba 2023